# Sportiva Nervi
Sportiva Nervi é um clube de polo aquático italiano da cidade de Nervi, Genova.

## História
Sportiva Nervi foi fundado em 1932.'

## Títulos
- Liga Italiana
  - Vice - 1967, 1968, 1969